# Bionade
Bionade est une marque commerciale de boisson fermentée non-alcoolisée. Elle se présente sous la forme de soda et est fabriquée depuis 1995 à Ostheim (Bavière). Depuis février 2012, la société appartient au groupe Radeberger, filiale de Dr. Oetker. Il s'agit d'une boisson fabriquée à partir de produits issus de l'agriculture biologique certifiée. 
Elle existe en différents saveurs : au sureau, au litchi, aux plantes ou au gingembre-orange. Il s'agit d'une boisson très présente en Allemagne.

## Histoire
Bionade est lancée au début des années 2000 par un entrepreneur allemand, Peter Kowalsky, qui veut produire une limonade biologique destinée à une clientèle « populaire ». Elle vise en particulier la « génération alterno-bobo-écolo qui aime parler potager, web-surveillance et mondialisation », selon Slate.  
Les boissons Bionade connaissent un rapide succès et, en 2007, la marque atteint un record de ventes en commercialisant plus de 200 millions de bouteilles, contre 7 millions en 2004. Elle propose des parfums originaux, avec des boissons au litchi ou au sureau et mise notamment sur des campagnes publicitaires décalées qui participent à « bâtir la «légende» de cette limonade devenue culte ». 
Cependant, en 2008, les prix des boissons Bionade sont augmentés d'un tiers, ce qui fait fuir une partie des consommateurs. Malgré la vente de ses produits chez McDonald's et Ikea, sa production diminue de moitié en 2009, touchée par la crise économique commencée en 2008. En 2009, les propriétaires de la marque Bionade vendent 70 % de leurs parts au groupe Radeberger, propriété de la firme multinationale Dr. Oetker. Peter Kowalsky affirme que cela permettra de faire grandir la marque en s'appuyant sur le circuit de distribution mondial du groupe. Mais ce pari est un échec : en 2010, seulement 60 millions de bouteilles sont vendues. Beaucoup d'acheteurs reprochent notamment à l'entreprise d'adopter les mêmes méthodes que les multinationales, « enseignes-symboles du capitalisme ».   
Les ventes sont proches de se stabiliser en 2011. Lorsque Kowalsky souhaite reprendre le contrôle de l'entreprise, le groupe Radeberger s'y oppose et ne lui laisse que la possibilité de vendre la totalité de Bionade. C'est ce qu'il fait en 2012, lorsqu'il vend les 30 % restants.  